# Inégalité (mathématiques)
Pour les articles homonymes, voir inégalité.
En mathématiques, une inégalité est une formule reliant deux expressions numériques avec un symbole de comparaison. Une inégalité stricte compare nécessairement deux valeurs différentes tandis qu’une inégalité large reste valable en cas d’égalité.
Contrairement à une interprétation étymologique, la négation d’une égalité (avec le symbole {\displaystyle \neq }) n’est pas considérée comme une inégalité et se traite différemment.
Les inégalités permettent d’encadrer ou de distinguer des valeurs réelles, de préciser une approximation, de justifier le comportement asymptotique d’une série ou d’une intégrale…
La détermination du domaine de validité d’une inégalité revient à la résolution d’une inéquation.

## Vocabulaire et notations

### Ordre numérique

Droite numérique réelle

La définition des inégalités repose sur la relation d’ordre de la droite numérique réelle.
À partir d’une comparaison de petites quantités, se traduisant par des inégalités sur les entiers naturels, puis sur les entiers relatifs par symétrie par rapport à 0, la notation décimale positionnelle étend ces inégalités aux nombres décimaux, et les règles de mise au même dénominateur permettent de traiter toutes les fractions d’entiers.
La définition de l’ordre sur la droite réelle dépend de la construction de R choisie. Elle est illustrée par la position relative sur un axe horizontal orienté usuellement vers la droite : un nombre situé à droite est toujours supérieur à un nombre situé plus à gauche, qui est donc inférieur.

### Formulation
Une inégalité stricte peut s’écrire de l’une des deux manières suivantes :
- {\displaystyle a<b} (« {\displaystyle a} est strictement inférieur à {\displaystyle b} ») ;
- {\displaystyle a>b} (« {\displaystyle a} est strictement supérieur à {\displaystyle b} »).

Une inégalité large peut comparer deux nombres égaux ou différents, sous la forme :
- {\displaystyle a\leqslant b} (« {\displaystyle a} est inférieur ou égal à {\displaystyle b} ») ;
- {\displaystyle a\geqslant b} (« {\displaystyle a} est supérieur ou égal à {\displaystyle b} »).

Les symboles {\displaystyle \leqslant } et {\displaystyle \geqslant }, recommandés par la norme ISO 80000-2, sont souvent remplacés par les symboles {\displaystyle \leq } et {\displaystyle \geq }, parfois plus accessibles sur les claviers et défini par un code plus court en LaTeX.
Sans précision supplémentaire, les adjectifs supérieur et inférieur sont en général compris au sens large dans les mathématiques françaises, tandis que l’usage anglophone (greater than/superior et less than/inferior) privilégie l’interprétation stricte, en cohérence avec les acceptions du signe et des variations. Cette convention est parfois également utilisée dans les pays francophones en dehors de la France.
Les expressions « plus grand que » et « plus petit que », en usage dans les premières années d’enseignement et dans le vocabulaire courant, peuvent poser problème pour formuler des comparaisons avec des nombres négatifs.
La comparaison des valeurs peut être renforcée en spécifiant un rapport de grandeur important (par exemple supérieur à {\displaystyle 10}), notamment en physique :
- La notation {\displaystyle a\ll b} signifie que {\displaystyle a} est très inférieur à {\displaystyle b} ;
- La notation {\displaystyle a\gg b} signifie que {\displaystyle a} est très supérieur à {\displaystyle b}.

## Propriétés
Par transitivité de la relation d’ordre, un enchaînement d’inégalités de même sens donne une inégalité entre l’expression initiale et l’expression finale : quels que soient les réels {\displaystyle a,b,c},
si {\displaystyle a\leqslant b} et {\displaystyle b\leqslant c} alors {\displaystyle a\leqslant c}.
En outre, si l’une des deux inégalités en hypothèse est stricte alors la troisième aussi.
Différentes opérations et fonctions disponibles sur l’ensemble des nombres réels présentent aussi des compatibilités avec la relation d’ordre et permettent de transformer des inégalités.

### Changement de signe
Le changement de signe change aussi le sens de l’inégalité :
{\displaystyle \forall a,b\in \mathbb {R} ^{2},\quad a\leqslant b\iff -a\geqslant -b}.

### Addition
L’ensemble des nombres réels forme un groupe ordonné, ce qui signifie en particulier que pour tout triplet de réels {\displaystyle (a,b,c)},
{\displaystyle a\leqslant b\iff a+c\leqslant b+c}.
Cette première propriété permet de démontrer que l’on peut additionner deux inégalités de même sens.
Si {\displaystyle a\leqslant b} et {\displaystyle a'\leqslant b'} alors {\displaystyle a+a'\leqslant b+b'}.
En outre, si l’une des deux inégalités en hypothèse est stricte alors la troisième aussi.
Plus généralement, si {\displaystyle (x_{1},\ldots ,x_{n})} et {\displaystyle (y_{1},\ldots ,y_{n})} sont deux familles de réels alors
{\displaystyle \left(\forall i\in \left\{1,\dots ,n\right\},x_{i}\leqslant y_{i}\right)\Rightarrow \sum _{i=1}^{n}x_{i}\leqslant \sum _{i=1}^{n}y_{i}}.
La réciproque de cette implication est fausse en général.
En outre, on ne peut soustraire des inégalités de même sens. On peut ajouter une constante négative aux deux membres d’une inégalité, ou additionner la première avec l’opposé de la seconde, mais cette dernière change alors de sens :
si {\displaystyle a\leqslant b} et {\displaystyle c\leqslant d} alors {\displaystyle -d\leqslant -c} et {\displaystyle a-d\leqslant b-c}.

### Multiplication et division
L’ensemble des réels forme un corps ordonné, ce qui signifie en particulier que pour tout triplet de réels {\displaystyle (a,b,c)},
{\displaystyle a\leqslant b\ {\text{et}}\ c\geqslant 0\Rightarrow ac\leqslant bc}.
Ce résultat permet de montrer les équivalences suivantes :
si {\displaystyle c>0:\quad a\leqslant b\iff ac\leqslant bc\iff {\frac {a}{c}}\leqslant {\frac {b}{c}}} (préservation de l’inégalité)
si {\displaystyle c<0:\quad a\leqslant b\iff ac\geqslant bc\iff {\frac {a}{c}}\geqslant {\frac {b}{c}}} (changement de sens de l’inégalité)
et on peut alors multiplier des inégalités de même sens entre nombres positifs :
si {\displaystyle 0\leqslant a\leqslant b} et {\displaystyle 0\leqslant a'\leqslant b'} alors {\displaystyle aa'\leqslant bb'}.
Comme pour l’addition, cette propriété s’étend aux produits finis : si {\displaystyle (x_{1},\ldots ,x_{n})} et {\displaystyle (y_{1},\ldots ,y_{n})} sont deux familles de réels positifs alors
{\displaystyle \left(\forall i\in \left\{1,\dots ,n\right\},0\leqslant x_{i}\leqslant y_{i}\right)\Rightarrow \prod _{i=1}^{n}x_{i}\leqslant \prod _{i=1}^{n}y_{i}}.

### Passage à l'inverse
Le passage à l’inverse renverse les inégalités entre nombres (non nuls) de même signe : pour tout couple de réels {\displaystyle (a,b)} non nuls,
{\displaystyle 0<a\leqslant b\iff 0<{\frac {1}{b}}\leqslant {\frac {1}{a}}}
{\displaystyle a\leqslant b<0\iff {\frac {1}{b}}\leqslant {\frac {1}{a}}<0}
En revanche, le sens de l’inégalité est préservé entre deux nombres de signes différents :
{\displaystyle a<0<b\iff {\frac {1}{a}}<0<{\frac {1}{b}}}
Comme pour la soustraction, on ne peut pas diviser deux inégalités, même entre termes de signe positif, mais on peut multiplier par la première inégalité par l’inverse de la seconde, avec un changement de sens.

### Fonctions monotones
Le sens de variation des fonctions peut être utilisé pour transformer une inégalité en une autre de même sens (si la fonction est croissante) ou de sens contraire (si la fonction est décroissante).
On peut par exemple appliquer la fonction exponentielle aux deux membres d'une inégalité :
{\displaystyle a<b\Leftrightarrow {\rm {e}}^{a}<{\rm {e}}^{b}.}

### Passage à la limite
Si {\displaystyle (u_{n})} et {\displaystyle (v_{n})} sont deux suites réelles convergentes telles que pour tout entier {\displaystyle n} à partir d’un certain rang, {\displaystyle u_{n}\leqslant v_{n}} alors {\displaystyle \lim _{n\to \infty }u_{n}\leqslant \lim _{n\to \infty }v_{n}}.
En particulier, si {\displaystyle \sum u_{n}} et {\displaystyle \sum v_{n}} sont deux séries numériques convergentes telles que pour tout entier n on ait un ⩽ vn, alors {\displaystyle \sum _{n=0}^{\infty }u_{n}\leqslant \sum _{n=0}^{\infty }v_{n}}.
De même si {\displaystyle f} et {\displaystyle g} sont deux fonctions intégrables sur un intervalle {\displaystyle I} telles que pour tout {\displaystyle x\in I} on ait {\displaystyle f(x)\leqslant g(x)}, alors {\displaystyle \int _{I}f(x)\mathrm {d} x\leqslant \int _{I}g(x)\mathrm {d} x}.
Si {\displaystyle X} et {\displaystyle Y} sont deux variables aléatoires réelles admettant une espérance telles que {\displaystyle X\leqslant Y} (presque sûrement), alors {\displaystyle \mathbf {E} (X)\leqslant \mathbf {E} (Y)}.

## Exemples

### Par étude de fonction
Des inégalités dites grossières expriment simplement les ensembles images de fonctions de référence, en particulier :
- {\displaystyle \forall x\in \mathbb {R} ,\quad x^{2}\geqslant 0,\quad e^{x}>0}
- {\displaystyle \forall x\in \mathbb {R} ^{+},\quad {\sqrt {x}}\geqslant 0}
- {\displaystyle \forall x\in \mathbb {R} ,\quad -1\leqslant \sin(x)\leqslant 1,\quad -1\leqslant \cos(x)\leqslant 1}.

D’autres inégalités s’obtiennent facilement par une étude de la différence entre les deux membres :
- {\displaystyle \forall x\in \mathbb {R} ,\quad \mathrm {e} ^{x}\geqslant 1+x}
- {\displaystyle \forall x\in \mathbb {R} ^{+*},\quad \ln(x)\leqslant x-1}
- {\displaystyle \forall x\in \left[0,{\frac {\pi }{2}}\right[,\quad \sin(x)\leqslant x\leqslant \tan(x),\quad \cos(x)\geqslant 1-{\frac {x^{2}}{2}}}.

### Par récurrence
La démonstration par récurrence permet de justifier certains résultats :
- l’inégalité de Bernoulli : pour tout entier {\displaystyle n\geqslant 0}, pour tout réel {\displaystyle x\geqslant -1,\ (1+x)^{n}\geqslant 1+nx},
- certaines comparaisons de suites sous-linéaires ou sous-géométriques :
si pour tout entier {\displaystyle n\geqslant 0} on a {\displaystyle u_{n+1}\leqslant u_{n}+r}  alors on a aussi {\displaystyle u_{n}\leqslant u_{0}+nr} pour tout {\displaystyle n\geqslant 0}
si pour tout entier {\displaystyle n\geqslant 0} on a {\displaystyle 0\leqslant u_{n+1}\leqslant u_{n}\times q} alors on a aussi {\displaystyle u_{n}\leqslant u_{0}\times q^{n}} pour tout {\displaystyle n\geqslant 0}.

### Par convexité
De nombreuses inégalités classiques découlent des propriétés de convexité ou de concavité d’une fonction réelle d’une ou plusieurs variables réelles. La formulation discrète est généralisée par l’inégalité de Jensen qui, appliquée à la fonction logarithme (qui est concave), permet de démontrer l’inégalité arithmético-géométrique puis une kyrielle d’autres résultats :
- inégalité de Carleman, inégalité de Gibbs,
- inégalité de Young, inégalité de Hölder, inégalité de Minkowski, inégalité de Hardy,
- inégalités de Newton, inégalité de Maclaurin

### Analyse complexe
Il n’y a pas d’inégalités entre nombres complexes du fait de l’absence de relation d’ordre compatible avec la structure de corps sur C. Cependant, l’utilisation du module permet d’étendre l’inégalité triangulaire dans ce cadre, et de formuler d’autres inégalités comme le principe du maximum ou l’inégalité de Cauchy.

### Géométrie
- inégalité triangulaire
- inégalité isopérimétrique
- inégalité de Cauchy-Schwarz

### Théorie des probabilités
- Inégalités de Boole et de Bonferroni
- inégalité de Markov, inégalité de Bienaymé-Tchebychev, inégalité de Chernoff
- inégalité FKG et inégalité de Tchebychev pour les sommes

### Théorie des nombres
- inégalité de Bonse

## Succession d'inégalités
La notation {\displaystyle a<b<c} est équivalente à {\displaystyle a<b} et {\displaystyle b<c}, d'où l'on peut déduire, avec les propriétés de transitivité, que {\displaystyle a<c}. Avec les autres propriétés des inégalités, on peut ajouter ou soustraire n'importe quel terme à l'ensemble des termes comparés, ou les multiplier (ou diviser) par un nombre, en faisant attention à changer le signe si nécessaire. Par exemple, {\displaystyle a<b+e<c} est équivalent à {\displaystyle a-e<b<c-e}.
On peut généraliser cette notation à un nombre plus important de termes. De fait, {\displaystyle a_{1}\leqslant a_{2}\leqslant \ldots \leqslant a_{n}} signifie que, pour tout {\displaystyle i} entre {\displaystyle 1} et {\displaystyle n-1}, on a  {\displaystyle a_{i}\leqslant a_{i+1}}. Par transitivité, cela signifie alors que l'on a {\displaystyle a_{i}\leqslant a_{j}} pour tout {\displaystyle 1\leqslant i\leqslant j\leqslant n}.
Lorsque l'on souhaite résoudre des inéquations utilisant cette notation, il est parfois nécessaire de devoir résoudre celles-ci de façon séparée. Par exemple, on ne peut, pour résoudre l'inégalité {\displaystyle 4x<2x+1\leqslant 3x+2}, isoler {\displaystyle x} dans un des termes. Il faut alors résoudre les inéquations séparément, puis de chercher l'intersection des solutions.
On peut aussi observer de telles notations mélangeant plusieurs comparaisons. Ainsi, {\displaystyle a<b=c\leqslant d} signifie que {\displaystyle a<b}, {\displaystyle b=c} et que {\displaystyle c\leqslant d} (et donc, par transitivité, que {\displaystyle a<d}, par exemple).
Une succession d’inégalités permet aussi de définir un encadrement de la valeur intermédiaire.

## Inégalités entre moyennes
Il existe des inégalités entre les diverses sortes de moyennes. Par exemple, pour des nombres strictement positifs {\displaystyle a_{1},a_{2},\ldots ,a_{n}}, si
| {\displaystyle H={\frac {n}{1/a_{1}+1/a_{2}+\cdots +1/a_{n}}}}               | (moyenne harmonique),   |
| {\displaystyle G={\sqrt[{n}]{a_{1}\cdot a_{2}\cdots a_{n}}}}                 | (moyenne géométrique),  |
| {\displaystyle A={\frac {a_{1}+a_{2}+\cdots +a_{n}}{n}}}                     | (moyenne arithmétique), |
| {\displaystyle Q={\sqrt {\frac {a_{1}^{2}+a_{2}^{2}+\cdots +a_{n}^{2}}{n}}}} | (moyenne quadratique),  |
on a : {\displaystyle H\leqslant G\leqslant A\leqslant Q}
Plus généralement, en notant {\displaystyle a} le {\displaystyle n}-uplet de réels strictement positifs {\displaystyle (a_{1},\ldots ,a_{n})}, on peut définir la moyenne d'ordre {\displaystyle p} de {\displaystyle a} pour tout nombre réel {\displaystyle p}, notée {\displaystyle M_{p}(a)}, de la manière suivante :
{\displaystyle M_{p}(a)={\begin{cases}\left(\displaystyle {\frac {1}{n}}\sum _{i=1}^{n}{a_{i}}^{p}\right)^{\frac {1}{p}}&{\mbox{si }}p\neq 0\\{\sqrt[{n}]{\displaystyle \prod _{i=1}^{n}{a_{i}}}}&{\mbox{si }}p=0\end{cases}}} ;
on a alors l'inégalité qui suit dès que {\displaystyle p_{i}<p_{2}} (ce qui traduit la croissance de la fonction {\displaystyle p\mapsto M_{p}(a)}) :
{\displaystyle M_{p_{1}}(a)\leq M_{p_{2}}(a)}.
(On avait ci-dessus {\displaystyle H=M_{-1}(a),\ G=M_{0}(a),\ A=M_{1}(a)} et {\displaystyle Q=M_{2}(a)} ; on peut de plus montrer que la définition de {\displaystyle M_{0}(a)} par la moyenne géométrique assure la continuité en {\displaystyle 0} de {\displaystyle p\mapsto M_{p}(a)}.)

## Quelques autres inégalités
- Si {\displaystyle x>0}, alors

{\displaystyle x^{x}\geq \left({\frac {1}{\rm {e}}}\right)^{\dfrac {1}{\rm {e}}}.\,}
- Si {\displaystyle x>0}, alors

{\displaystyle x^{x^{x}}\geq x.\,}
- Si {\displaystyle x,y,z>0}, alors

{\displaystyle (x+y)^{z}+(x+z)^{y}+(y+z)^{x}>2.\,}
- Si {\displaystyle x,y,z>0}, alors

{\displaystyle x^{x}y^{y}z^{z}\geq (xyz)^{(x+y+z)/3}.\,}
- Si {\displaystyle a,b>0}, alors

{\displaystyle a^{a}+b^{b}\geq a^{b}+b^{a}.\,}
- Si {\displaystyle a,b>0}, alors

{\displaystyle a^{ea}+b^{eb}\geq a^{eb}+b^{ea}.\,}
- Si {\displaystyle a,b,c>0}, alors

{\displaystyle a^{2a}+b^{2b}+c^{2c}\geq a^{2b}+b^{2c}+c^{2a}.\,}
- Si {\displaystyle a_{1},\ldots ,a_{n}>0}, alors

{\displaystyle a_{1}^{a_{2}}+a_{2}^{a_{3}}+\cdots +a_{n}^{a_{1}}>1.\,}

## Codage

### Symbole
Dans les langages de programmation, les inégalités larges sont souvent notées à l’aide des opérateurs >= et <=, qui n’utilisent que des caractères ASCII.
En XML, les chevrons < et > étant réservés, leur notation est remplacée par les codes &lt; et &gt;.
| Inégalité | Symbole | Unicode | HTML | LaTeX     |
| --------- | ------- | ------- | ---- | --------- |
| stricte   | <       | U+003C  | &lt; | <         |
| stricte   | >       | U+003E  | &gt; | >         |
| large     | ≤       | U+2264  | &le; | \le       |
| large     | ≥       | U+2265  | &ge; | \ge       |
| large     | ⩽       | U+2A7D  |      | \leqslant |
| large     | ⩾       | U+2A7E  |      | \geqslant |

D’autres symboles similaires sont disponibles dans les tables de caractères Unicode des symboles mathématiques (U2200) et le supplément d’opérateurs mathématiques (U2A00).

### Enchainement
Dans la plupart des langages de programmation, un enchainement d’inégalités {\displaystyle a<b<c} est encodé par une conjonction :
(a < b) and (b < c).
En Python cependant, un enchainement d’inégalités peut être saisi comme en mathématiques, y compris avec des sens contraires, chaque inégalité étant traitée entre deux termes consécutifs.